# 动物井
《动物井》是一款於2024年發行的类银河战士恶魔城游戏，由Shared Memory开发，并由游戏驴子发行。玩家需要在游戏中探索充满了动物的迷宫。游戏在2024年5月9日在任天堂Switch、PlayStation 5及Windows平台上發行。

## 游戏玩法
《动物井》的玩法主要围绕着非线性的平台跳跃和解谜展开。 开发者表示，“这款游戏并没有别的游戏那样拥有很大的地图，而是关注于更密集的游玩目标。”

## 开发和发布
《动物井》由比利·巴索（Billy Basso）开发，他是来自芝加哥的一位专业的游戏程序员。在开始制作《动物井》之前，巴索也曾为其他的游戏工作室工作过，比如NetherRealm Studios和Phosphor游戏。巴索在2017年开始了开发工作，刚开始是作为兴趣进行开发的，在2022年则进入了全职开发阶段。巴索從生存恐怖游戏、“翻转屏幕”康懋達64游戏（一种没有屏幕滚动的2D游戏，类似于《I Wanna》系列游戏）、《超级马力欧兄弟USA》、《超級瑪利歐兄弟3》、《见证者》、《Tunic》、《菲斯》等開發出了這款遊戲。。
巴索用C++从头开始开发了游戏引擎，这是为了摆脱第三方游戏引擎诸如Unity引擎和虚幻引擎的限制。这个引擎的操作延迟很低，这有助于玩家进行精细的平台跳跃操作。游戏的逻辑代码被写入了它自己的DLL文件里，这样就能在游戏运行的过程中进行重编译操作了。巴索在设计游戏美术资源的过程中，使用了受限的调色板。 他使用了Aseprite软件绘制精灵图并添加动画，此外，还有一些动画效果是在游戏中由程序代码控制生成的。 
巴索认为程序生成的动画可以让玩家感到不安，此外也能让这款游戏和别的独立游戏区别更加明显，因为那些游戏所使用的是传统的精灵图拉伸以及屏幕震动特效。 为了给游戏带来深度感，图像引擎使用了大量的粒子特效、表现烟雾和水的流体模拟、法线贴图、动态光照等。这些特效分别在不同的图层中渲染。这款游戏所运行的渲染分辨率是320x180。
巴索和丹·阿德勒曼（Dan Adleman）一起承担了营销工作。它最终和Bigmode达成合作关系，并由其进行发行工作。这是一家由油管主杰森·加斯特罗（Jason Gastrow，网名videogamedunkey）创立的电子游戏发行商。在2023年1月，加斯特罗宣布《动物井》将是Bigmode发行的第一款游戏。游戏于2024年5月9日在任天堂Switch、PlayStation 5和Windows上推出。

## 评价
| 汇总媒体             | 得分                                     |
| -------------------- | ---------------------------------------- |
| Metacritic           | (PC) 90/100 (Switch) 90/100 (PS5) 88/100 |
| OpenCritic（推荐率） | 98% 推荐                                 |

| 媒体          | 得分   |
| ------------- | ------ |
| Destructoid   | 10/10  |
| Eurogamer     | 5/5    |
| Game Informer | 9/10   |
| GameSpot      | 9/10   |
| IGN           | 9/10   |
| Nintendo Life | 10/10  |
| PC Gamer美国  | 90/100 |

根据评论汇总网站网站Metacritic，《动物井》被评论家们广为赞誉。Windows版本和Nintendo Switch版本分别收到了31条和7条评论，而PS5版本的游戏则基于14条评论，收获了“大致正面评论”的好评。根据OpenCritic的数据，98%的评论家都认为这款游戏值得推荐。
《Destructoid》的杰米·穆尔克罗夫特-夏普（Jamie Moorcroft-Sharp）称赞游戏有着宏大的内容量及其大量的秘密彩蛋，他将游戏打分为“完美”。他还表示，“和大多数同类游戏相比，《动物井》有更多的可玩内容和需要去寻找的秘密彩蛋”。《Eurogamer》的克里斯蒂安·唐兰（Christian Donlan）称赞游戏的沉浸式探索体验，称其为“一个令人惊叹的加强版银河城游戏”。
《GameSpot》的理查德·韦克林（Richard Wakeling）强调了游戏对传统物件、视觉设计、霓虹闪耀的世界的独特表现，给游戏打了90分并指出“这游戏乍一看是过时且平常的，但这口井却是个不可预知的巨穴。”《PC Gamer》的肖恩·普莱斯考特（Shaun Prescott）也给了游戏90分，称其为“一款拥有令你捉摸不透的深度的、让你睡不着觉的解谜银河城游戏”。《IGN》的丽贝卡·瓦伦丁（Rebekah Valentine）给了《动物井》9/10的分数，并将其描述为一个“美丽的、多层次的谜题盒子，仅仅是简单地去玩就很有乐趣了，要是慢慢去解开其秘密则会带来一种官能的喜悦”。
与大多数其他的现代游戏相比较，这款游戏还以其极小的文件尺寸被广为关注。它的PC版本大约33MB。此外，其PS5版本超过了100MB，其中大多数的文件空间都被用于存储主机的用户界面所使用的高分辨率的图像了。